# Mira Kosovka
Mirjana Petričević, poznata pod umetničkim imenom Mira Kosovka (Đakovica, FNRJ, 3. maj 1959), srpska je pop pevačica iz osamdesetih i devedesetih godina.

## Detinjstvo i mladost
Rođena je u porodici Petričević, u Đakovici, 3. maja 1959. godine. Pored brata blizanca, imala je i starijeg brata. S obzirom na vreme u kom je rasla, veoma je patrijarhalno vaspitavana. Još kao malu devojčicu, otac i braća su je oblačila u mušku odeću i stvorili virdžinu, pa se slobodno može reći da je odrastala kao dečak sve do odlaska na fakultet. Njena sklonost ka muzici i talenat bili su evidentni od njenih prvih koraka. Godine 1977. napušta Đakovicu i upisuje Defektološki fakultet, studirala je dve godine, a zatim ga napustila. Iako je čitav njen život bio vezan za muziku, profesionalno se u estrade vode otisnula 1986. godine.

## Muzička karijera
Mirjana Petričević je svoju muzičku karijeru zvanično otpočela 1986. godine, sada kao Mira Kosovka. Niko nije mogao da ostane ravnodušan prema njenoj fascinantnoj pojavi, lepoti i neverovatnom talentu. Veliku pažnju privukla je svojom prvom pločom Grešna ti duša koja je vrlo brzo prodata u rekordnim tiražima. Ipak, najveću pažnju i interesovanje publike stekla je albumom Za šaku ljubavi iz 1988. godine. Može se reći da je ta godina bila odlučujuća u Mirinoj karijeri jer je ovom baladom preko noći osvojila čitavu jugoslovensku publiku. Iste godine, zahvaljujući velikim muzičkim uspesima postaje i zvezda filma Milana Jelića Špijun na štiklama. Iste godine pojavila se i u filmu Za sada bez dobrog naslova. Na albumu iz 1988. godine nalazi se i kultni duet sa Džejom Ramadanovskim. Sada već kao afirmisana, dokazana i priznata pevačica, Mira Kosovka, izdaje i svoj treći studijski album Rastasmo se mi 1990. godine, a zatim, već sledeće godine, album Vero moja sa kog se pesme i danas rado slušaju. Svoje mesto na estradnom nebu, učvrstila je albumom Putuješ 1993. godine, a sem velikog uspeha album joj je doneo i ulogu i neprevaziđenoj TV seriji Srećni ljudi. Usledili su albumi Ti mirno spavaj 1995. godine i Nikad život da naučim 1996. godine. Prvu veliku pauzu Mira pravi nakon ovog albuma iz ne tako veselih razloga. Sem što je pratio veliki uspeh u karijeri, u privatnom životu pratile su je tragedije. Nakon ubistva majke, 1999. godine odlazi u Australiju. 8 godina nakon poslednjeg albuma i kada su rane na srcu počele da zarastaju, objavljuje album Hajde srećo. Kompilaciju najvećih hitova snimila je 2006. godine. Danas, živi mirnim i povučenim životom u Sidneju, retko se pojavljuje u medijima, a s' vremena na vreme gostuje u emisijama gde otvoreno govori o životu, svojim tragedijama i muzici. Udavala se dva puta, i oba puta razvela. Sa prvim mužem snimila je duet Lutalica.

## Festivali
- 1987. Hit parada - Grešna ti duša
- 1994. Šumadijski sabor — Hvala Bogu, ništa nam ne mogu

## Filmovi
- Špijun na štiklama (1988)
- Za sada bez dobrog naslova (1988)
- Srećni ljudi (1993)

## Diskografija
- Grešna ti duša (1986)
- Za šaku ljubavi (1988)
- Rastasmo se mi (1990)
- Vero moja (1991)
- Putuješ (1993)
- Ti mirno spavaj (1995)
- Nikad život da naučim (1996)
- Hajde srećo (2004)

## Spoljašnje veze
- Mira Kosovka na sajtu  (jezik: engleski)
- Diskografija Mire Kosovke na sajtu Discogs
- www.filmovi.com